# 布雷特·赫尔
布雷特·赫尔（英語：Brett Hull，1964年8月9日—），美国男子冰球运动员。他曾代表美国参加1998年和2002年冬季奥林匹克运动会冰球比赛，其中2002年冬季奥运会获得一枚银牌。